# Frederick Haussmann
Frederick Haussmann (* 10. November 1885 in Ratibor; † 9. November 1956 in Genf), vor 1940 meist als Fritz Haussmann oder auch Frederick Haußmann benannt, war ein deutsch-amerikanisch-schweizerischer Rechts- und Wirtschaftswissenschaftler.

## Ausbildung, Berufstätigkeit in Deutschland
Nach dem Studium der Rechtswissenschaften in Deutschland (München, Freiburg und Humboldt-Universität Berlin) arbeitete Fritz Haussmann seit Ende der 1900er Jahre als Rechtsanwalt mit dem Schwerpunkt Wirtschaftsrecht. Seit 1916 war er als Syndicus, seit 1924 als Vorstandsmitglied bei der Deutschen Erdöl–AG (DEA) in Berlin tätig. 1937 verlor Haussmann diese Stellung und emigrierte 1938 aus Nazi-Deutschland.

## Exil in der Schweiz und in den USA
1938 zog Haussmann in die Schweiz, 1941 über Venezuela weiter in die USA, wo er im gleichen Jahr noch die Staatsangehörigkeit erwarb. Vor Ort arbeitete er unter anderem an der »New School for Social Research« in New York und lehrte als »Professor of Economics« am Upsala College, New Jersey. Haussmann gehörte zu den 183 verfolgten, meist deutsch-jüdischen Wissenschaftlern, die seinerzeit von der auch als akademische Hilfsorganisation tätigen ‚New School for Social Research‘ unterstützt wurden.
Nach dem Krieg kehrte er zeitweise in die Schweiz zurück, wo er unter anderem als wissenschaftlicher Mitarbeiter am Institut für Außenwirtschaft und Marktforschung in St. Gallen wirkte.

## Wissenschaftliche Bedeutung
Frederick Haussmann veröffentlichte zwischen 1907 und 1955 zahlreiche wissenschaftliche Monographien und Aufsätze. Darunter dominieren die Themen Kartell- und Wirtschaftsrecht sowie internationale Wirtschaftsbeziehungen.

## Werke
- Das Dilemma eines deutschen Antitrustgesetzes: Hindernisse u. Lösungsmöglichkeiten, Bern 1955.
- Der Schuman-Plan im europäischen Zwielicht. Ein Beitrag zu den Grundproblemen und zur Weiterentwicklung des Schuman-Planes , München 1952.
- Das Symbol des Schuman-Planes und seine Kritik , in: Wirtschaft und Wettbewerb. 2 (1952).
- Der Antitrustgedanke im Wirtschaftssystem. Zugleich ein Beitrag zu den europäischen Antitrust-Problemen , Zürich 1950.
- Europäische Schicksalsgemeinschaft , in: Neues Europa, 2 (1947), Nr. 13, S. 9–20.
- Der Wandel des internationalen Kartellbegriffs. Amerikanische Kartelldoktrin und World Trade Charter , Bern 1947.
- The International Control of Cartels (mit D. Ahearn), in: Thought, 20 (1945), Nr. 76, S. 85–97.
- International Cartels and World Trade (mit D. Ahearn), in: Thought, 19 (1944), Nr. 74, S. 421–441.
- Die wirtschaftliche Konzentration an ihrer Schicksalswende. Grundlagen und Aufgaben einer künftigen Trust- und Kartellgestaltung, Basel 1940.
- Konzerne und Kartelle im Zeichen der „Wirtschaftslenkung“, Zürich 1938.
- Rechtsstaat und „Wirtschaftslenkung“. Ein Beitrag zum Problem: Staat, Recht und Wirtschaft, Basel 1938.
- Die Kartellverordnung : Verordnung gegen Mißbrauch wirtschaftlicher Machtstellungen vom 2. November 1923, München 1925.
- Grundriß der gesamten neuen Steuergesetzgebung, Berlin 1920.
- Die Rechtsbehelfe des auf Grund arglistiger Täuschung Enterbten. Zugleich ein Beitrag zur Lehre vom Anfechtungsrecht unter besonderer Berücksichtigung der Konkurrenz des Anfechtungsrechtes und des Schadenersatzanspruches aus § 826 BGB, Hochschulschrift: Heidelberg, Univ., Jur. Fak., Diss., Berlin 1907.